# Петрович Казимир Франціскович
Казимир Франціскович Петрович (нар. 29 серпня 1907, Стрий) — український живописець; член Спілки художників України.

## Біографія
Народився 29 серпня 1907 року в місті Стрию (тепер Львівська область, Україна). 1936 року закінчив Краківську академію мистецтв.
Жив у Львові, в будинку на вулиці Мечникова, 45, квартира 6.

## Творчість
Працював в галузі станкового живопису. Серед робіт:
- «Вступ Червоної Армії до Львова» (1946);
- «На залізниці» (1947);
- «Львівський вокзал» (1949);
- «Несподіванка» (1957);
- «На березі моря» (1958);
- «Молоді будівельники» (1964).

Брав участь у всеукраїнських виставках з 1946 року. 